# Жовтух
Жовтух (Conringia) — рід рослин родини капустяних. Містить 5 видів, які ростуть у Європі, Північній Африці, Західній і Центральній Азії; інтродукований до США, Канади, Австралії, Японії, деяких країн Європи.

## Опис
Рослини зазвичай сизі. Стебла прямовисні, нерозгалужені чи розгалужені проксимально. Листки прикореневі та стеблові, субсидячі чи сидячі, краї пластинок зазвичай цільні, рідше зубчасті. Суцвіття багатоквіткові. Квітки: чашолистки довгасті; пелюстки зазвичай вузько обернено-яйцеподібні, рідше зворотно-ланцетні, кігтик диференційований від пластинки. Плоди сидячі, лінійні, гвинтоподібні, 4-кутні чи округлі в перерізі. Насіння некрилате, довгасте [еліпсоїд].

## Види
- Conringia austriaca
- Conringia orientalis
- Conringia perfoliata
- Conringia persica
- Conringia planisiliqua